# Slaget ved Kolb's Farm
Slaget ved Kolb's Farm blev udkæmpet den 22. juni 1864 mellem unionsstyrker under generalmajor Joseph Hooker og konfødererede styrker under generalløjtnant John Bell Hood. Hood forsøgte et angreb mod unionsstyrken, men dårlige terrænforhold førte til, at det mislykkedes.

## Baggrund
Efter at den konfødererede Army of Tennessee under general Joseph E. Johnston den 19. juni havde lagt sig i en stilling ved Kennesaw linjen, som primært bestod af de to bjerge Big Kennesaw Mountain og Little Kennesaw Mountain, begyndte de forfølgende unionstropper under generalmajor William Tecumseh Sherman at afprøve denne linje for at finde svage punkter. Efter at være nået frem til, at linjen var for stærk til, at den kunne angribes direkte – selv om han ville prøve netop det fem dage senere – besluttede Sherman at fastholde Johnstons linje med sin venstre fløj (Army of the Tennessee under generalmajor James B. McPherson, mens han manøvrerede sit centrum og venstre fløj, Army of the Cumberland under generalmajor George H. Thomas i position til at vende Johnstons venstre flanke et sted syd for Powder Springs Road. I overensstemmelse med Shermans ordrer flyttede Thomas XX Korps under generalmajor Joseph Hooker ind i området. Hooker ville blive støttet af Army of the Ohio under generalmajor John M. Schofield, som ville passe på Hookers yderste højrefløj.
Johnston forudså Shermans bevægelser og besluttede at parere dem ved at flytte en af sine tre korps, det under generalløjtnant John Bell Hood, fra dets reserveplacering nær Marietta syd og vestpå langs Powder Springs Road til i nærheden af Mt. Zion Church. Dette ville såvel forlænge hans venstre fløj som modvirke Shermans omgående bevægelse. Hood rykkede ud af Marietta den 20. juni og var på plads med sit korps den 22. juni.

## Slaget
Først på eftermiddagen den 22. juni rykkede generalmajor Carter L. Stevenson, som havde kommandoen over en af Hoods divisioner, sin division frem fra dens lejr ved Mt. Zion Church i retning af Kolb's Farm, som lå på sydsiden af Powder Springs Road. Stevenson rapporterede, at han mødte kraftig ild fra forposter, som viste sig at være to unionsregimenter. Snart efter beordrede Hood hele sit korps —divisionerne under Stevenson, generalmajor Alexander P. Stewart og generalmajor Thomas C. Hindman—til at rykke vestpå langs Powder Springs Road og drive unionstropperne foran sig. Tilsyneladende troede Hood enten, at han var kommet forbi Unionens højre flanke og dermed var i en god position til at rulle deres front op ved at angribe først mod vest og så mod nord. Eller han troede, at Unionens tropper i området var opstillet i marchorden og derfor udsatte, hvis de blev angrebet. Konfødererede kavaleristyrker i området berettede om betydelige unionsstyrker i området, ikke bare de to fremskudte regimenter, som Stevenson var stødt på, men denne information nåede ikke frem til Hood i tide, og selv om den havde nået det, er det ikke sikkert, når man betænker Hoods tendens til aggressiv handling, at det ville have ændret hans beslutning.
Hoods blev opstillet med Stevensons division syd for Powder Springs Road og Hindmans nord for den. Stewarts division forblev bagved de to for at give støtte, hvis det blev nødvendigt. Hoods samlede styrke var på omkring 11.000 mand.
På Unionens side var Hooker blevet advaret om Hoods fremstød og havde begyndt at forskanse sit korps. Ligesom Hoods korps bestod Hookers XX Korps af tre divisioner under generalmajorerne John W. Geary, Alpheus S. Williams og Daniel Butterfield. Williams' division blev placeret langs Powder Springs Road og ville således blive ramt hårdest af det kommende angreb. Gearys division var placeret til vestre for Williams, og Butterfields division lå til venstre for Geary i reserve. Hookers samlede styrke var på ca. 15.000 mand.
Hood iværksatte sit angreb lidt efter kl. 15. 14th Kentucky Infantry og 123rd New York Infantry, som stadig gjorde forposttjeneste, modtog den fulde styrke af det første angreb og faldt tilbage, selv om de i forbifarten gjorde alvorlig skade på Stevensons division, især de to brigader længst mod venstre. Som følge heraf måtte disse to brigader holde en pause efter at have drevet de to regimenter væk og deltog ikke i det følgende angreb. Da den anden halvdel af Stevensons division dukkede frem af skovene nord for vejen, hvor den havde indledt sin fremrykning ind i mere åbent terræn ved Kolb's Farm, blev den ramt af Unionens artilleri. Stevenson blev tvunget til at trække sig tilbage. Hans division havde lidt for store tab og var blevet for desorganiseret under fremrykningen. Han faldt tilbage til en slugt, hvor han uheldigvis kunne beskydes af unionsartilleri fra siden, hvilket betød endnu større tab. Stevenson holdt ud, til det blev mørkt, og trak sig så tilbage mod øst.
I mellemtiden gik det endnu værre med Hindmans angreb nord for Dallas vejen. Et sumpet område vanskeliggjorde hans fremrykning, og han blev tvunget til at trække sig tilbage kort efter, at Unionens artilleri havde fundet afstanden til hans division. Ifølge Williams beretning blev Hindmans division slået tilbage af artilleriet alene, og Hindmans infanteri tog overhovedet ikke del i kampen i det område.
De samlede konfødererede tab i slaget, som en historiker omtaler som nærmere "et ensidigt slagteri" var på mellem 1.300 og 1.500 mand. Af dette antal var de to tredjedele fra Stevensons division. Unionens tab var mindre end en tredjedel af dette antal, dvs. mellem 300 og 500.

## Efterspil
Slaget viste Hoods væsentligste svaghed som kommandør på slagmarken: hans villighed til at angribe uden tilstrækkelig forudgående rekognoscering. Han skulle fortsætte med at lave den samme fejl, denne gang som kommandør af en hær, ved tre senere slag i Atlanta kampagnen — Slaget ved Peachtree Creek, Slaget ved Atlanta og Slaget ved Ezra Church—med store tab til følge.
På Unionens side var sejren skæmmet af stigende gnidninger mellem Sherman og Hooker. Kort tid efter at det sidste konfødererede angreb var sluttet, havde Sherman sendt en meddelelse til Hooker med ønske om en statusrapport. Hooker svarede:
| Citat | Vi har slået to alvorlige angreb tilbage og føler os tillidsfulde. Vores eneste bekymring vedrører vores ekstreme højre flanke. Tre hele korps er foran os. | Citat |
|       | |       |

Sherman blev fornærmet over dett svar, og det samme blev Schofield, for det indikerede at Schofields korps ikke havde gjort sin pligt som vogter af Hookers højre flanke. Den næste dag, den 23. juni havde Sherman, Hooker og en anden officer — enten Schofield eller en af hans underordnede, brigadegeneral Milo S. Hascall—et møde ved en lokal kirke for at diskutere det berettigede i Hookers påstande. Ifølge de fleste kilder endte mødet skidt med at Sherman, da han red bort, efter sigende advarede Hooker om, at "sådan noget må ikke ske igen." Dette førte til en stadig forringelse af Hookers anseelse hos Sherman, hvilket kulminerede måneden efter, da Sherman besluttede at forfremme generalmajor Oliver O. Howard, en yngre officer, som Hooker ikke kunne lide, til at være Hookers overordnede. Hooker indgav straks sin afskedsansøgning, som Sherman tog imod.
Trods sejren var Shermans planlagte omgående bevægelse blevet pareret, hvilket tvang ham til at overveje andre muligheder for at bryde gennem Johnstons Kennesaw linje, hvilket i sidste ende fik ham til at beordre storangrebet den 27. juni. Som mindst én historiker har pointeret, kunne denne parering være opnået blot ved at flytte Hoods korps ind i området omkring Kolb's Farm; et angreb havde ikke været nødvendigt. Alligevel var der blevet gennemført et angreb, som blot betød yderligere tab for begge sider.